# Бессарабське
Бессарабське (у минулому: Село № 3, Анчокрак, Тару́тине) — селище в Болградському районі Одеської області України, колишній центр Тарутинського району, тепер — Тарутинської селищної громади.

## Назва
Тарутине засновано в 1814 році під назвою Анчокрак, від однієї з назв річки Бахмутка, на якій розміщено населений пункт. Пізніше перейменоване на Тарутине на честь наступу російської армії проти французів, який розпочався в жовтні 1812 р. від села Тарутиного Угодсько-Заводського повіту Калузької губернії.

## Історія
12 червня 2020 року, відповідно до Розпорядження Кабінету Міністрів України від № 724-р «Про визначення адміністративних центрів та затвердження територій територіальних громад Одеської області», увійшло до складу Тарутинської селищної територіальної громади.
19 липня 2020 року, в результаті адміністративно-територіальної реформи і ліквідації Тарутинського району, селище увійшло до складу новоутвореного Болградського району.
19 вересня 2024 року Верховна Рада підтримала перейменування селища Тарутине на Бессарабське. 26 вересня 2024 року перейменування набуло чинності.

## Символіка
Символи селища виконано на основі герба та прапора колишнього Тарутинського району. Автори символів: Андрій Гречило, Андрій Позняков і Павло Яричук.
Герб селища має форму прямокутного щита із заокругленими нижніми кутами, розміщеного в золотому картуші. У його центрі на золотому полі зображено чорного дикого коня, що встає на диби, символ волелюбності, степових просторів і свободи. Щит увінчаний срібною мурованою короною з трьома зубцями, яка підкреслює статус селища.
Прапор: квадратне полотнище з двома рівновеликими вертикальними смугами жовтого та зеленого кольорів. У центрі зображено чорного дикого коня, який повторює символіку герба. Жовтий колір символізує багатство та достаток, зелений – родючість землі та процвітання сільського господарства.

## Історія
Бессарабське засноване як Анчокрак у 1814 році після зайняття південної Бессарабії російським військом. Перші поселенці — німці з Царства Польського та поляки. Поселення швидко розвивалося і на початку XIX століття мало характер хлібно-ремісничо-торговельного містечка та було економічним і культурним центром німців Аккерманщини.
Станом на 1886 рік у німецькій колонії, центрі Тарутинської волості Аккерманського повіту Бессарабської губернії, мешкало 2498 осіб, налічувалося 278 дворових господарств, існувала лютеранська церква, 3 єврейські молитовні будинки, школа, лікарня, аптека, тютюнова та прядильна фабрика, сукновальня, два заводи мінеральної води, крамниці, два трактири та 13 винних погребів, відбувались базари що два тижні.
Улітку 1940 року, після приєднання Бессарабії до СРСР, німці виїхали до Німеччини, а на їхнє місце заселилися українці з Вінниччини. Крім українців, у Бесарабському живуть болгари, а також росіяни, гагаузи, молдавани та інші.
Статус смт затверджено рішенням виконавчого комітету Одеської обласної Ради депутатів трудящих від 15 серпня 1957 р.
Наприкінці лютого 2016 року в Тарутиному знесли пам'ятник Леніну.

## Розташування
Бессарабське — селище міського типу в південній Бессарабії (Буджак), районний центр Одеської області.
Лежить на південних відногах Південно-Молдавської височини, розчленованої глибокими річковими долинами та балками (вріз балок 100—130 м). На схилах долин — зсуви і яри. Місто розташоване у Дністровсько-Дніпровській північностеповій фізико-географічній провінції.
Через місто протікає річка Бахмутка, інша назва — Анчокрак.
Переважають чорноземи, звичайні середньо- та малогумусні та лучні солонцюваті ґрунти.
Міститься у степовій зоні.

## Клімат
Пересічна температура січня −3,5°, липня +32,5°. Період із температурою понад +10° становить 190 днів. Опадів 425 мм на рік, найбільша їх кількість випадає у червні, липні. Сніговий покрив нестійкий, висота 15 см. Міститься у посушливій, дуже теплій агрокліматичній зоні, південна частина району — у дуже посушливій, помірно жаркій агрокліматичній зоні з м'якою зимою.

## Населення
- 1827 -? мешканців — 678 німців, 248 поляків
- 1904 — 4270 мешканців — 3 000 німців, 1 020 євреїв
- 1966 — 4000 мешканців
- 2025 — 5201 мешканець та 56 ВПО. [9]

### Чисельність
| 1959    | 1970    | 1979    | 1989    | 2001    |
| ------- | ------- | ------- | ------- | ------- |
| ▼ 3 249 | ▲ 4 360 | ▲ 5 972 | ▲ 6 351 | ▼ 6 219 |
| 2003    | 2004    | 2005    | 2006    | 2007    |
| ▼ 6 131 | ▼ 6 049 | ▼ 5 956 | ▬ 5 980 | ▬ 5 966 |
| 2008    | 2009    | 2010    | 2011    | 2012    |
| ▲ 6 018 | ▬ 5 985 | ▬ 5 997 | ▲ 6 055 | ▲ 6 073 |
| 2013    | 2014    | 2015    | 2016    | 2017    |
| ▲ 6 114 | ▼ 6 083 | ▼ 6 037 | ▬ 6 029 | ▼ 5 986 |
| 2018    | 2019    | 2020    | 2021    | 2022    |
| ▼ 5 923 | ▼ 5 866 | ▼ 5 809 | ▼ 5 716 | ▬ 5 692 |

### Мова
Розподіл населення за рідною мовою за даними перепису 2001 року:
| Мова            | Кількість | Відсоток |
| --------------- | --------- | -------- |
| російська       | 3292      | 54.15%   |
| болгарська      | 1627      | 26.76%   |
| українська      | 869       | 14.29%   |
| румунська       | 185       | 3.04%    |
| гагаузька       | 93        | 1.53%    |
| білоруська      | 6         | 0.10%    |
| вірменська      | 2         | 0.03%    |
| інші/не вказали | 6         | 0.10%    |
| Усього          | 6080      | 100%     |

## Економіка
Друга половина XX століття відзначена багатьма новобудовами і виробничою модернізацією в Бессарабському. У ці роки споруджено кілька потужних виноробних комплексів і один із найбільших на півдні країни сироробних заводів. Тепер у Тарутиному є кілька ліній розливу сухих і десертних вин.
На сьогодні район та його центр — це відома ГКС «Тарутине» — найпотужніша в Європі газокомпресорна станція з перекачування газу на Балкани і далі. Її значення для країни важко переоцінити, адже Україна отримує щодня за транспортування газу мільйон доларів. Провідне місце в економіці належить сільськогосподарському виробництву. У ньому зайнято 64 % трудових ресурсів. У районі 150 тисяч гектарів сільгоспугідь, 108 із яких орні землі. У провідних галузях особливе місце займають виноградарство і виноробство. Тваринництво розвивається недостатньо швидко, проте його зростання зараз стабілізувалося здебільшого завдяки приватному сектору: майже дві третини молока і м'яса поставляє саме він.
Малий бізнес розвивався здебільшого у сфері виробництва і переробки. Це млини, олійниці, фасувальні лінії сільгосппродукції.
Три з чотирьох промислових підприємств району розташовані в райцентрі (сирзавод, хлібозавод і друкарня).

## Транспорт
На автомобільному транспорті в Бессарабське з Одеси можна доїхати двома автомобільними трасами: через Маяки на Паланку (через митні пости на кордоні з Молдовою), Сарата — Арциз — Бессарабське (відстань становить приблизно 165 км) або через Кароліно-Бугаз, Затоку, Шабо, Білгород-Дністровський, а потім на Сарату — Арциз — Бессарабське (відстань становить приблизно 185 км).

## Архітектура
У центрі містечка встановлено пам'ятник героям Радянського Союзу, пам'ятник В. М. Інзову, а також встановлена гранітна меморіальна дошка воїнам-інтернаціоналістам, загиблим в Афганістані.
У містечку знаходиться Тарутинська селищна рада, Будинок праці, Будинок культури та кінотеатр «Победа».

## Туризм
Туристам може бути цікавий «зелений» туризм на Тарутинському полігоні, Бородінському та Леснянському лісах, із привалами в типових та ексклюзивних бессарабських двориках-подвір'ях (комплекс у Новій Фрумушиці), це — найбільші виноградні плантації півдня України, це — дегустаційні зали та сховища марочних вин. У самому районному центрі туристи можуть зупинитися в готелях «Азалія» та «Олімп».

## Культура

### Бессарабський ярмарок
Традиція проводити ярмарки для всієї округи з'явилася ще кілька століть тому. Ще в 1824 р. в центрі німецьких колоній у Бессарабії, яким було тоді Бессарабське, ще в 1824 р. стали влаштовувати великі кінні та зернові торги — Бессарабські ярмарки.
Протягом певного часу традицію було втрачено, але її було успішно й урочисто відновлено в 2004 р. районною держ. адміністрацією. Представники колишньої діаспори німців, що мешкали в селищі та були вимушені виїхати до Німеччини в 1940 р., також були запрошені і присутні на ярмарку того року.
За свою історію ярмарок у Бессарабському набув статусу міжнародного і став візитівкою міста, оскільки на нього з'їжджаються не лише мешканці прилеглих сіл Тарутинської громади, але й гості з інших країн.
Тут пропонують масштабну культурну програму за участю професійних та самодіяльних артистів України та краю. Народні умільці в імпровізованих садибах, розгорнутих у парковій зоні селища, демонструють зразки своїх виробів, а чарівники кулінарії пригощають галушками, варениками, ароматними шашликами і багатьма іншими стравами національних кухонь.

## Освіта та наука
Працює школа ІІ-ІІІ ступенів та Тарутинський професійний аграрний ліцей.

## Цікаві та маловідомі факти і події
У Бессарабському надзвичайна за своїм складом питна вода. Воду з такими якостями ще в ті часи оцінили німецькі колоністи, а тому побудували тут унікальний водогін, яким досі користуються місцеві жителі.

## Відомі уродженці
- Бершадський Валентин Миколайович (21.10.1980 — 28.12.2023) — український військовослужбовець, учасник російсько-української війни,«Почесний громадянин Тарутинської селищної територіальної громади»[24][25].
- Грама Артур Васильович (22.03.1991 — 11.07.2023)  — український військовослужбовець, учасник російсько-української війни,«Почесний громадянин Тарутинської селищної територіальної громади»[24][25].
- Олександр Топал (1981—2014) — сержант Збройних сил України, учасник російсько-української війни.
- Ольга Ільницька (нар. 31 липня 1951) — письменниця, поетеса, журналістка, член Національного Союзу журналістів України, PEN International (2007), Спілки письменників Москви (2000), Південноросійського союзу письменників.
- Ізраїль Гохберг (23.08. 1928 р. — 12.10. 2009 р.) — один із засновників і довічний президент International Workshops on Operator Theory and Applications (IWOTA). IWOTA організовує міжнародні конференції з теорії операторів та їх додатків (22 таких конференцій до 2011 р.). Гохберг був організатором 11 так званих «теплицевих читань» — міжнародних конференцій у Тель-Авівському університеті, присвячених пам'яті математика Отто Теплиця, який після втечі із нацистської Німеччини жив із сім'єю в Єрусалимі. 2007 року йому було присуджено премію НАН України імені М. Г. Крейна.
- Лев Гутенмахер (1908—1981) — радянський математик і кібернетик, фахівець у галузі електричного моделювання, один із піонерів розвитку електронно-обчислювальної (комп'ютерної) технології в СРСР. Доктор технічних наук (1940), професор (1943). Лауреат Сталінської (1946) та Державної (1962) премій.
- Абрам Столяр (20.02.1919 р. — 6.05.1993 р.) — відомий методист із проблем розвитку логічного мислення школярів, з іменем якого пов'язують створення теорії єдиного підходу до навчання математики, а також становлення методики викладання математики як наукової дисципліни.
- Лучіан Пінтіліе (9.11.1933 р.) — румунський режисер театру і кіно, письменник, актор.
- Еліезер Шульман (1923—2006 рр.) — радянський бібліограф, історик, методист.

## Міста-побратими
- Арциз
- Сарата
- Комрат (Молдова)
- Чадир-Лунга (Молдова)